# Бен-Меир, Алон
Алон Бен-Меир (ивр. אלון בן-מאיר‎, англ. Alon Ben-Meir) — известный учёный, журналист, автор книг и профессор международных отношений и исследований политики Ближнего Востока в «The New School» Нью-Йоркского университета, директор ближневосточного отделения в «Институте мировой политики» (Нью-Йорк).

## Биография
Родился в 1937 году в Багдаде (Ирак).
С конца 1960-х гг. живёт в США. Свободно говорит на английском и арабском языках и на иврите.

## Профессиональная деятельность
А. Бен-Меир является экспертом в области ближневосточной политики, специализируется в вопросе мирных переговоров между Израилем и арабскими государствами.
Со второй половины 1980-х гг. А. Бен-Меир принимал непосредственное участие во многих таких переговорах, выступая как связующее звено между официальными арабскими, турецкими и израильскими представителями.
Является сторонником арабской мирной инициативы.
Он также регулярно проводит брифинги в Государственном департаменте США для иностранных гостей[уточнить].
Статьи Алона Бен-Меир часто появляется в таких газетах, журналах и интернет-сайтах, как the United Press International, Chicago Tribune, Washington Times, Middle East Times, The Christian Science Monitor, Le Monde, American Chronicle, The Week, The Political Quarterly, Israel Policy Forum, Gulf Times, The Peninsula, The Jerusalem Post, Huffington Post, The Moscow Times, Anatolia Daily, Daily News Egypt и других. Он также регулярно принимает участие в телевизионных и радиопередачах (CNN, FOX, PBS, ABC, BBC, Аль-Джазира (на английском и арабском языках) и NPR).
А. Бен-Меир является автором ряда книг и сотен научных публикаций и статей, посвященных политике Ближнего Востока, в том числе, на арабском и турецких языках.

## Образование
- Бакалавр (журналистика), Тель-Авивский университет, Израиль.
- Магистр философии, Оксфордский университет, Великобритания.
- PhD в области международных отношений, Оксфордский университет, Великобритания.

## Книги
- Alon Ben-Meir. The Middle East: Imperatives and Choices. — Decalogue Books, 1975. — 221 p. — ISBN 0915474018, 9780915474011.
- Alon Ben-Meir. Israel - the Challenge of the Fourth Decade. — Cyrco Press, 1978. — 231 p. — ISBN 0915326191, 9780915326198.
- Alon Ben-Meir. In Defiance of Time. — Herald Publishing Company, 1980. — 213 p.
- Alon Ben-Meir. Framework for Arab-Israeli Peace. — Robert Publ. Group, 1993. — 92 p. — ISBN 0963831909, 9780963831903.
- Alon Ben-Meir. A War We Must Win. — AuthorHouse, 2004. — P. 568. — ISBN 1418410489, 9781418410483.
- Alon Ben-Meir. The Last Option. — Alon Ben-Meir, 2004.
- Alon Ben-Meir. Lost Perspectives. — AuthorHouse, 2009. — 340 p. — ISBN 1438971672, 9781438971674.